# L (альбом Стива Хиллиджа)
L — второй студийный альбом британского прогрессивного музыканта Стива Хиллиджа.

## Характеристика
Альбом был записан в студии Сикрет саунд в Вудстоке, штат Нью-Йорк. Продюсером и звукоинженером альбома был Тодд Рандгрен, в записи принимали участие музыканты группы Рандгрена Utopia.
Половина песен в альбоме является каверами, что необычно для Хиллиджа, который, как правило, писал всю музыку сам. Песню «Hurdy Gurdy Man» написал Донован, а «Om Nama Shivaya» — Кесар Сингх Нариула и Ума Нанда. Написанная Джорджем Харрисоном песня «It’s All Too Much» первоначально вышла в альбоме The Beatles Yellow Submarine (1969).

## Признание
Альбом попал в британский хит-парад 16 октября 1976 года и продержался в нём 12 недель, достигнув 10-й позиции. Это наивысший результат для альбомов Хиллиджа. В хит-параде американского журнала «Биллборд» в 1977 году альбом достиг 130-го места.
В специальном издании журналов Q и Mojo «Pink Floyd и история прог-рока» альбом поставлен на 28-е место в списке «40 альбомов космического рока».

## Список композиций
Сторона Один
1. «Hurdy Gurdy Man» (Донован) — 6:32
2. «Hurdy Gurdy Glissando» (Микетт Жироди, Стив Хиллидж) — 8:54
3. «Electrick Gypsies» (Стив Хиллидж) — 6:24

Сторона Два
1. «Om Nama Shivaya» (Кесар Сингх Нариула, Ума Нанда) — 3:33
2. «Lunar Musick Suite» (Микетт Жироди, Стив Хиллидж) — 11:59
3. «It’s All Too Much» (Джордж Харрисон) — 6:26

## Состав музыкантов
- Джо Блоккер — барабаны
- Дон Черри — труба, рожок, бубен, голоса, колокольчики
- Микетт Жироди — клавишные, вокал, бэк-вокал, виброфон
- Питер Хиллидж — исполнитель
- Стив Хиллидж — синтезатор, гитара, вокал, голоса, синтезатор ARP
- Ларри Каруш — перкуссия, табла
- Соня Малкин — клавишные
- Роджер Пауэлл — синтезатор, фортепиано, клавишные, синтезатор муг
- Тодд Рандгрен — продюсер, звукоинженер
- Касим Салтон — бас-гитара
- Джон Уилкокс — барабаны

## Позиции в хит-парадах
Еженедельные чарты:
| Хит-парад (1976—1977)            | Высшая позиция | Пребывание в чарте |
| -------------------------------- | -------------- | ------------------ |
| Великобритания (UK Albums Chart) | 10             | 12 недель          |